# Vlajka Tomské oblasti

Vlajka Tomské oblasti
Poměr stran: 2:3

Vlajka Tomské oblasti, jedné z oblastí Ruské federace, je tvořena bílý listem o poměru stran 2:3 s uprostřed umístěným velkým znakem oblasti. Znak oblasti zaujímá 1/3 listu, jedná se o francouzský štít o poměru stran 9:8 se zeleným polem. Na štítu je bílý kůň s červenýma očima a jazykem, běžící (heraldicky) vpravo. Štít je završen imperátorskou korunou a lemován zlatými, dubovými listy, svázanými bílo-zelenou stuhou.
Bílý kůň na zeleném poli, stejně jako stuha, symbolizuje barvy „oblastníků”, společensko-politického hnutí, vzniklého v 60. letech 19. století, jehož cílem byla autonomie až nezávislost Sibiře. K obnovení myšlenky došlo v 80. až 90. letech 20. století při procesu rozpadu Sovětského svazu.

## Historie
Tomská oblast vznikla 13. srpna 1944. V sovětské éře oblast neužívala žádnou vlajku. Vlajka oblasti byla zavedena 29. května 1997 oblastní dumou usnesením č. 436 v kterém přijala zákon „O znaku a vlajce Tomské oblasti”.

## Vlajka gubernátora Tomské oblasti

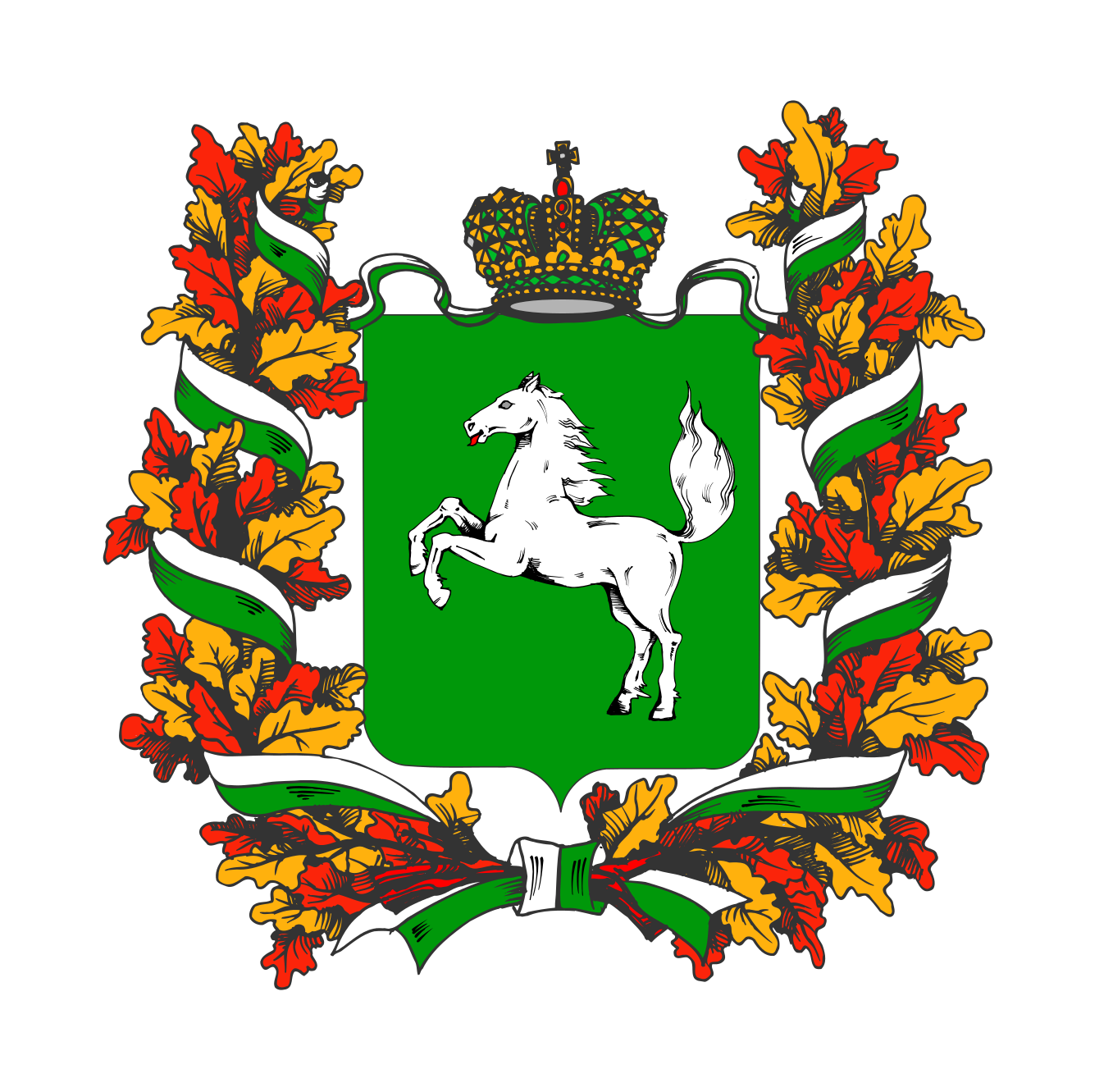
Vlajka gubernátora Tomské oblasti Poměr stran: 1:1

## Vlajky okruhů a rajónů Tomské oblasti

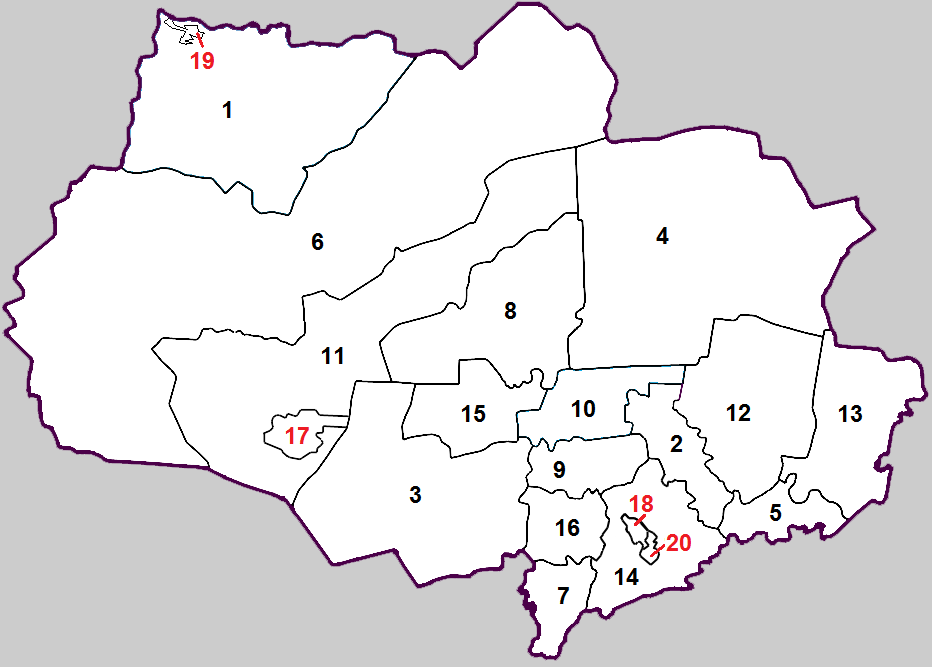
Administrativní členění Tomské oblasti

Tomská oblast se člení na 4 městské okruhy a 16 rajónů. 

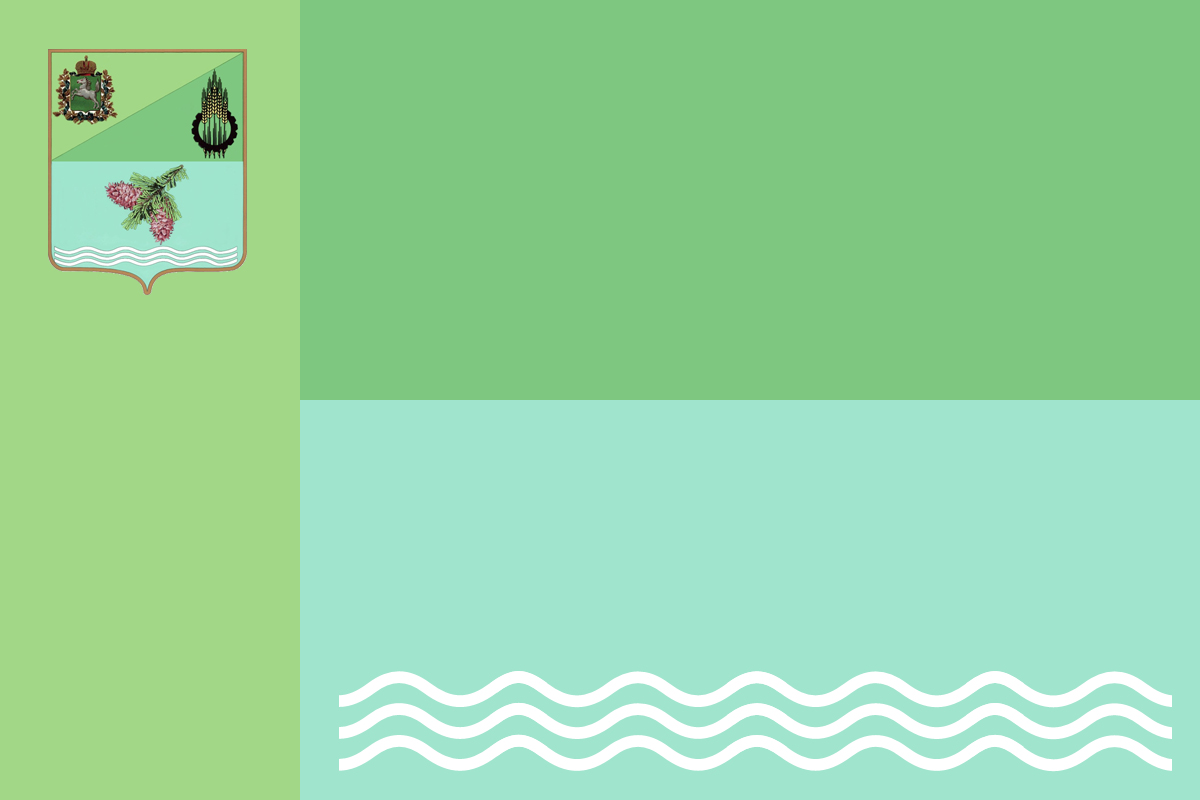
Zyrjanský rajón (5) Poměr stran: 2:3
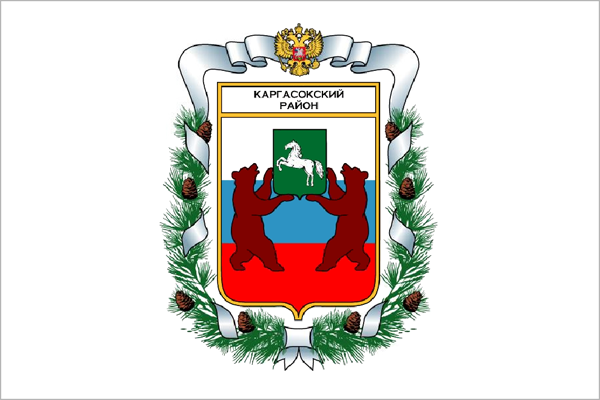
Kargasokský rajón (6) Poměr stran: 2:3
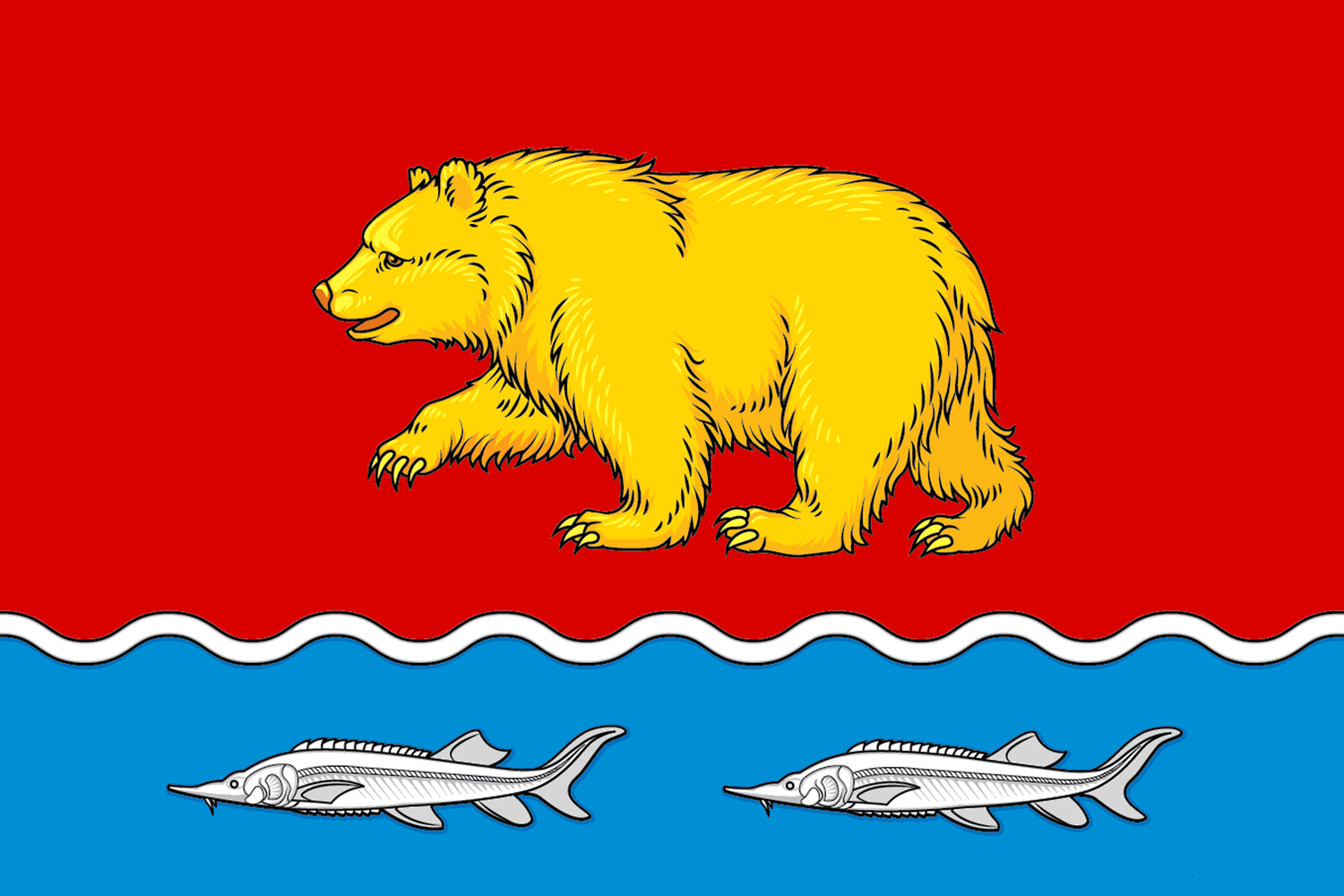
Molčanovský rajón (10) Poměr stran: 2:3
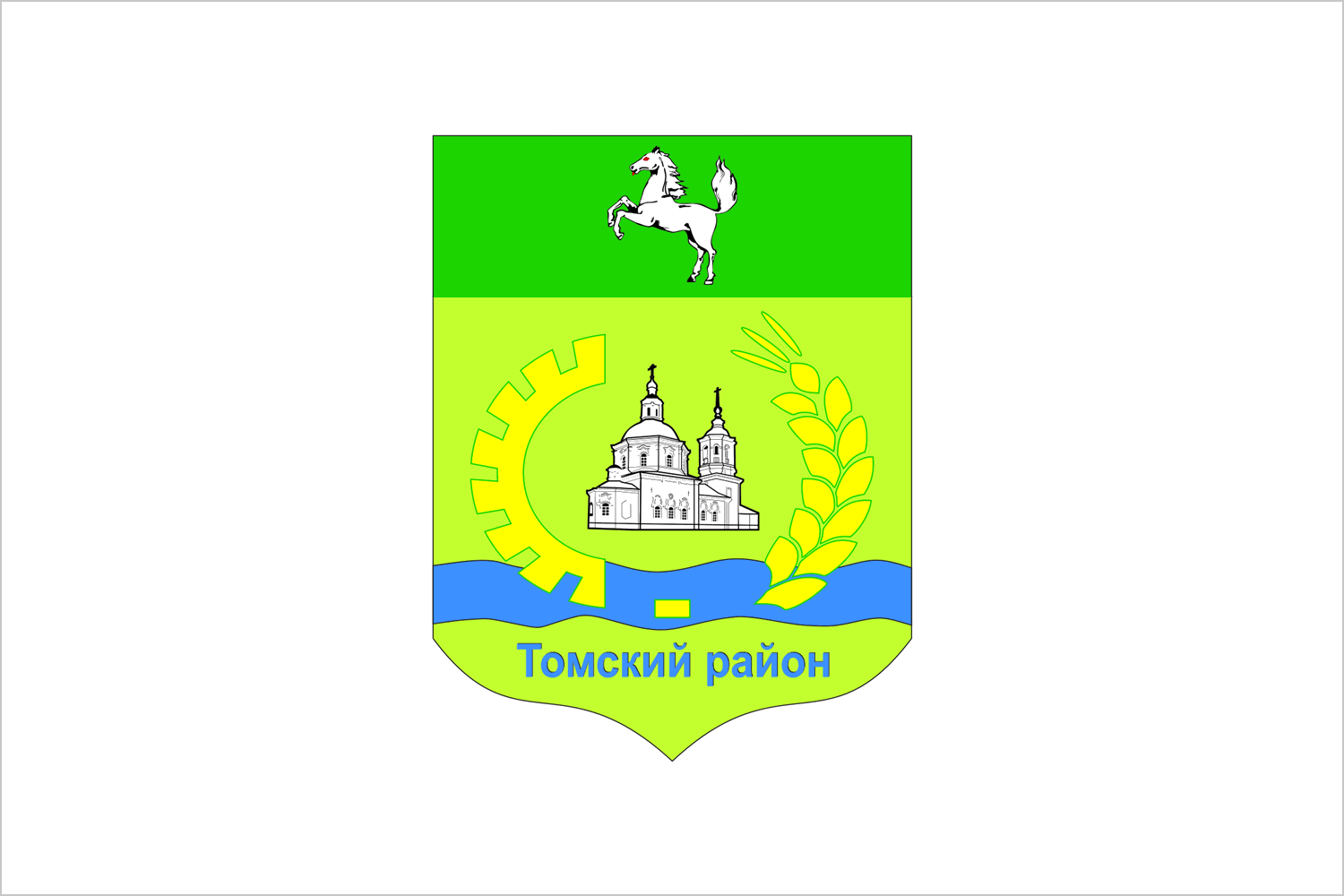
Tomský rajón (14) Poměr stran: 2:3
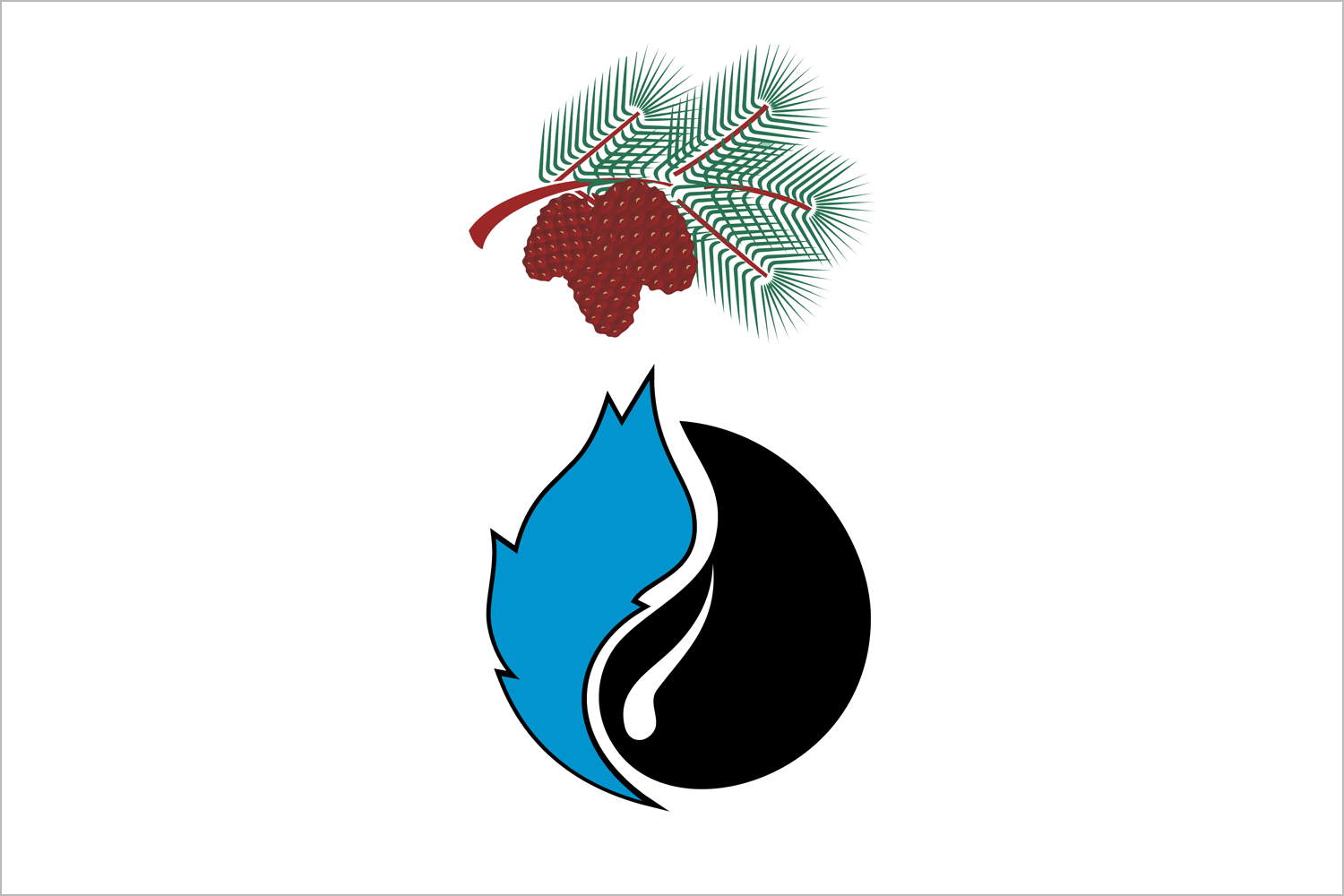
Kedrovyj (17) Poměr stran: 2:3
Uzavřené město Seversk (18) Poměr stran: 2:3
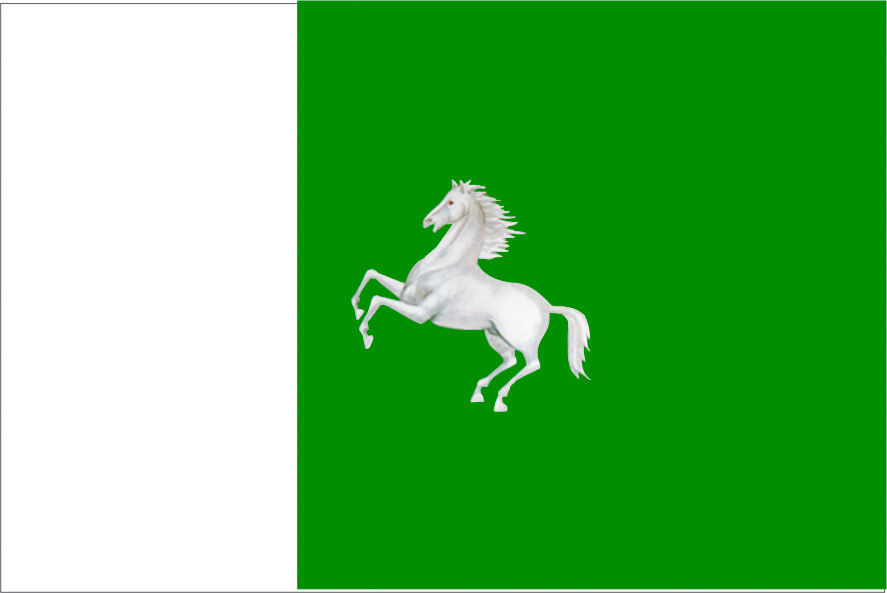
Tomsk (20)[3] Poměr stran: 2:3